# Открытое общество
Откры́тое о́бщество (фр. société ouverte) — термин (словосочетание), введённый французским философом Анри Бергсоном в труде «Два источника морали и религии» 1932 года и описывающий динамическую систему, склонную к моральному универсализму. 
Обычно противопоставляется закрытому (традиционному) обществу и различным тоталитарным режимам.
После Бергсона концепцию подробно разработал Карл Поппер в труде «Открытое общество и его враги», изданном в 1945 году, где он объединил философию открытого общества со своей философией критического рационализма.
Открытое общество в понимании К. Поппера полностью демократично. Его члены критически настроены по отношению к табу, принимают решения, опираясь на собственный интеллект и критическое мышление, а также исходя из договорённостей, достигнутых в процессе обсуждения. Такое общество не является неограниченным капитализмом, но и не основано на марксизме или анархизме: это самостоятельный вариант демократии.
Согласно Карлу Попперу, существуют «закрытые общества» и «открытые общества».
Закрытое общество — общество, характерное для племенного строя, отношения внутри которого регулируются системой табу. Система табу описывается как набор законов, имеющих сходство с законами природы — их абсолютная применимость и невозможность их нарушить. В таком обществе индивид всегда знает, что правильно, а что неправильно и у него нет трудностей с выбором правильного поведения. Закрытые общества характеризуются жёстким разделением на классы и касты. Это разделение обосновывается членами закрытого общества его «естественностью».
С развитием торговли и мореплавания различные племена с различными системами табу стали вступать в контакт, и стало понятно, что общественные законы не абсолютны. Развилось понимание существенной разницы между законами природы (например, закона, по которому Солнце восходит каждый день) и законами общественными. Люди научились понимать, что табу можно нарушать без особых последствий, главное не быть пойманным соплеменниками.
Этот переворот в сознании людей привёл к революции, которая длится до сих пор — революции перехода к «открытому» обществу. Обществу, в котором индивид опирается на своё понимание правильности поступков, в котором допустима социальная конкуренция.
Согласно Попперу, идеи Платона о государственном устройстве возникли как реакция на опасность непредсказуемости пути, по которому пошло греческое общество с развитием торговли, мореплавания, дефицита земли и возникновением новых колоний. Платон видел человеческое счастье и справедливость в выстраивании «закрытого» общества и в связи с этим жёстко критиковался Поппером. Поппер, в частности, доказывал, что идеи Платона, по сути, неотличимы от тоталитаризма, несмотря на его стремление к высшему общественному благу. Поппер вообще пришёл к выводу, что любые идеи, имеющие в основе приведение общества к некоему всеобщему общественному благу, так или иначе ведут к насилию.
Поппер указывал, что «открытое» общество может со временем эволюционировать в «абстрактное». Цитата: «Свойства „абстрактного общества“ можно объяснить при помощи одной гиперболы. Мы можем вообразить общество, в котором люди практически никогда не встречаются лицом к лицу. В таком обществе все дела совершаются индивидуумами в полной изоляции, и эти индивидуумы связываются друг с другом при помощи писем или телеграмм и разъезжают в закрытых автомобилях. (Искусственное осеменение позволило бы даже размножаться без личных контактов.) Такое выдуманное общество можно назвать „полностью абстрактным или безличным обществом“».